# Фиолетово
Фиоле́тово (арм. Ֆիոլետովո) — село в Агстевской котловине, в Лорийской области Армении. Расположено на реке Агстев.
Население — 1219 жителей (2023), 585 хозяйств (2008), абсолютное большинство — русские молокане. Это одно из двух, наряду с Лермонтовым, современных молоканских сёл Армении. Основано в 1820 году ссыльными молоканами Тамбовской губернии.
До 1936 года село носило название Ники́тино и было переименовано в честь бакинского комиссара И. Т. Фиолетова. Село Фиолетово по состоянию на 1948 год входило в Фиолетовский сельсовет, который относился к Кироваканскому району. Фиолетовский сельсовет занимал территорию в 25 км².
В сентябре 2010 года была капитально отремонтирована местная средняя школа, существующая более 100 лет.
Средняя температура января около 3°С, июля — 15°С. Осадков в году более 700—720 мм.